# Martin Eden

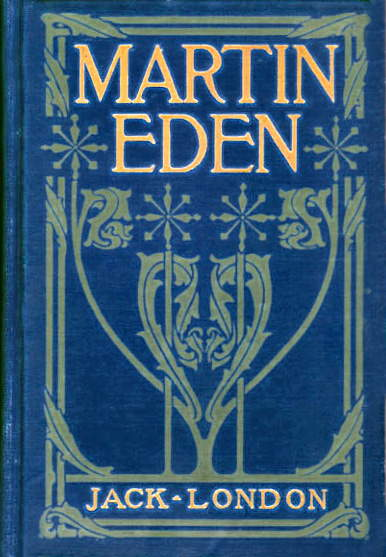
Martin Eden, Erstausgabe 1909

Martin Eden ist ein Roman von Jack London. Das autobiographische Werk, das als Schlüsselroman bezeichnet wird, erschien in den USA im Jahr 1908 als Vorabdruck und ein Jahr später als Buchausgabe.

## Werkgeschichte

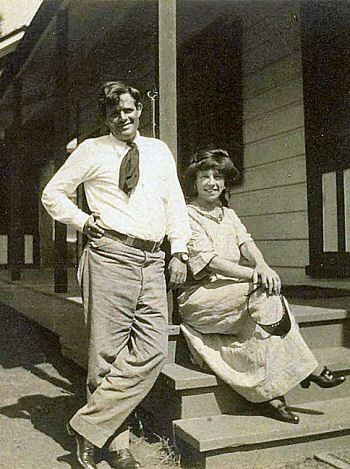
Jack London mit seiner zweiten Ehefrau Charmian im Jahr 1911

Am 23. April 1907 startete Jack London – gemeinsam mit seiner Ehefrau Charmian London – in San Francisco mit seiner Yacht Snark zu einer Weltreise, die ursprünglich sieben Jahre dauern sollte. Er hatte die Absicht, an Bord sein tägliches Pensum von eintausend Wörtern zu schreiben. Im Juli 1907 begann London mit einem Roman unter dem Arbeitstitel Success, über den er seiner Agentin Ninetta Eames berichtete.
London schrieb am 17. Februar 1908 seinem Freund Cloudesley Johns, er habe einen 145.000 Wörter langen Roman beendet, der einen Angriff auf die Bourgeoisie darstelle. Für das Manuskript vermittelte Eames die Vorabdruckrechte an die Zeitschrift The Pacific Monthly. Hierfür erhielt London ein Honorar von 7000 Dollar. Dieser Betrag entspricht – auf das Jahr 2022 bezogen – etwa 210.000 Dollar. Der Vorabdruck unter dem neuen Titel Martin Eden dauerte von September 1908 bis September 1909. Noch während dieser Zeit erschien die Buchausgabe beim New Yorker Verlag Macmillan, der zu Lebzeiten von Jack London eine Auflage von 250.000 Exemplaren verkaufen konnte.

## Handlung

### Kapitel 1 bis 13
Die Handlung des Romans – er umfasst 46 Kapitel auf 486 Seiten – spielt in der San Francisco Bay Area und im Zentrum stehen diese beiden Protagonisten:
- Martin Eden, Matrose, 20 Jahre alt, aus der Arbeiterschicht stammend,
- Ruth Morse, Studentin der Englischen Literatur, 23 Jahre alt, in Wohlstand lebend.

Mit einem Abendessen in der Wohnung der Familie Morse beginnt der Roman. Arthur, der Bruder von Ruth, hatte Martin eingeladen. Es geschah aus seiner Dankbarkeit für dessen spontane Hilfeleistung bei einem Angriff von betrunkenen Hooligans auf einer Fähre. Vor dem Abendessen sieht Martin zum ersten Mal Ruth, von deren sublimer Schönheit er sofort begeistert ist: Er verliebt sich in Ruth. In ihrem ersten Gespräch sprechen sie auch über die Dichter Swinburne und Longfellow. Beim Abschied leiht Ruth ihrem Gast Martin je einen Gedichtband von Swinburne sowie von Browning.
Martin Eden will nun seine Bildung durch intensive autodidaktische Studien verbessern. Zu diesem Zweck wird er ein regelmäßiger Nutzer der Oakland Free Library sowie der Berkeley Free Library. In einem Dienstmädchenzimmer, das er im Haus seines Schwagers Bernard Higginbotham bewohnt, verbringt er Tage und Nächte mit dem Lesen der entliehenen Bücher. Nachdem er auch die Götter- und Heldensagen von Thomas Bulfinch gelesen hatte und eine Woche vergangen war, organisiert Martin ein Wiedersehen mit Ruth in ihrem Haus.
Beim zweiten Treffen beschreibt Martin den dringenden Wunsch, seine allgemeine Bildung wesentlich zu verbessern. Hierzu bittet er Ruth um Rat, und sie antwortet: Was Sie brauchen, das ist Ihnen ja selbst klar, ist Bildung. Sie müssen zurück in die Grammar School, und wenn Sie damit fertig sind, zur Highschool und zur Universität. Über Martins Einwand fehlender Finanzmittel entwickelt sich eine Diskussion über seine sprachliche Ausdrucksweise, insbesondere über seine mangelhafte Grammatik.
Die dann folgenden Besuche, es sind etwa ein halbes Dutzend, sind geprägt von Ruths Lernhilfe. Aber sie trägt auch das Gedicht Princess des englischen Lyrikers Alfred Lord Tennyson vor, und sie spielt die Ouvertüre zu Wagners Tannhäuser. Weil ihr Erfahrungen fehlen, kann sie die Situation nicht durchschauen: Ruth hat keine Ahnung davon, dass der verliebte Matrose allmählich auch ihre Liebe entstehen lässt. Oder mit anderen Worten: Da sie bisher ohne jede Liebesgeschichte gewesen war, fehlte es ihr an der Möglichkeit, eigene Gefühle einzuordnen.
Weil Martin das Geld ausgegangen war, hatte er als Matrose vor dem Mast auf einem Schatzsucherschiff angeheuert. Von dieser Reise kehrt er nach acht Monaten mit der festen Entscheidung zurück, zukünftig als Schriftsteller sein Einkommen verdienen zu wollen. Er würde schreiben – alles: Gedichte und Prosa, Erzählungen, Aufsätze und Theaterstücke wie Shakespeare. Das war … ein Weg, um Ruth zu gewinnen.
Mit hoher Disziplin setzt Martin die Entscheidung in die Tat um. Das Manuskript einer Erzählung schickt er an den Herausgeber des San Francisco Examiner. Danach schreibt er eine Abenteuergeschichte für Jungen, die er an die Kinderzeitschrift The Youth’s Companion adressiert. Anschließend beginnt er, einen Artikel über Perlentaucher zu schreiben. In derselben Zeit entscheidet das Ehepaar Morse nach einem gemeinsamen Abendessen über Martins Rolle. Ihm wird die Aufgabe zugestanden, Ruths Interesse für die Männerwelt im Allgemeinen zu wecken.
Auf dem Weg zur Bibliothek hört Martin en passant aus einer Diskussionsrunde im City Hall Park einige Zitate des englischen Philosophen Herbert Spencer, die ihn veranlassen, dessen Werk First Principles auszuleihen und zu lesen. Das intensive, enthusiastische Studieren des Werkes lässt Martin sogar einen Termin mit Ruth vergessen. Doch beim nächsten Treffen – im Beisein ihrer Brüder Arthur und Norman sowie des Kommilitonen Will Olney – beobachtet Martin eine erstaunliche Gleichgültigkeit gegenüber Spencer. Olney wiederholt sogar jenen Spruch, den Martin schon aus der Diskussionsrunde kennt: Es gibt keinen Gott außer  dem Unerkennbaren, und Herbert Spencer ist sein Prophet.

### Kapitel 14 bis 22
Vierzig Manuskripte hat Martin auf den Weg in die Redaktionen gebracht, doch bisher kann er keinen Erfolg, keine Annahme eines Manuskriptes nachweisen. Erst jetzt entschließt er sich, Ruth ausgewählte Texte zu präsentieren. Bei einem Ausflug im Sommer liest er Ruth drei Geschichten vor. Ihre Kritik ist ablehnend, sie nennt sein Schreiben amateurhaft und ungeschult. Trotzdem möchte sie alle Texte lesen, die er geschrieben hat oder noch schreiben wird.
In Martins Zimmer stapeln sich die zurückgesandten Manuskripte, und dem Autor fehlt es mittlerweile an Geld, um Briefmarken für weitere Versandaktionen kaufen zu können. Also geht er zur Arbeitsvermittlung, wo er die Stelle in der Wäscherei des Hotels Shelly Hot Spring annimmt. Das Hotel befindet sich 70 Meilen von San Francisco entfernt. In der Wäscherei arbeitet Martin – gemeinsam mit Joe Dawson – täglich bis in den Abend hinein. Seine mehrmals wiederholten Versuche, nach der Arbeit ein Buch des Philosophen John Fiske zu lesen, misslingen. Bei einem Saufgelage in der Dorfkneipe wird ihm seine völlig aussichtslose Lage bewusst, Martin beendet nach drei Monaten den Job in der Wäscherei und zieht wieder in sein Oaklander Zimmer ein.
Zur selben Zeit kehrt die Familie Morse von ihrem Sommerurlaub am Lake Tahoe zurück. Ruth – sie hatte inzwischen ihr Examen bestanden und damit ihr Studium mit einem Bachelor of Arts beendet – und Martin sehen einander in diesem Herbst sehr häufig: Ihre Nähe füreinander kann wachsen. Diese Entwicklung beobachtet Ruths Mutter mit Sorge, über die ein vertrauensvolles Gespräch zwischen den beiden Personen stattfindet. Und die Mutter spricht eine Warnung aus: Ich glaube, ich muss meinem kleinen Mädchen sagen, dass sie sich vorsehen soll. Mit ambivalenten Gefühlen nimmt die Mutter die Wandlung ihrer Tochter vom Mädchen zur Frau wahr, wobei Martin eine vom Ehepaar Morse gewollte funktionale Rolle übernommen hat.
Martin und Ruth machen viele sonntägliche Ausflüge in die Umgebung von San Francisco, zum Beispiel in den Shellmound Park. An einem Herbsttag, bei dem sie auf den Mount Tamalpais blicken können, sprechen sie zum ersten Mal über ihre Liebe.
Wieder daheim kommt es sofort zu einem Gespräch zwischen Ruth und der Mutter über das Ereignis des Tages. Ruth bekennt sich zu ihrer Liebe und sagt: Ich dachte, du wüsstest es. Martin und ich sind verlobt. Das Bekenntnis beantwortet die Mutter mit einer strikten Ablehnung und – auch mit noch anderen Argumenten – ausdrücklich mit dem Hinweis auf Martins Status als ein mittelloser Abenteurer, Seemann, Viehtreiber und Schmuggler, der jetzt verantwortungslos seine Zeit mit dem Schreiben verschwende. Nach diesem Gespräch beschließen die Eltern, auf eine öffentliche Ankündigung der Verlobung zu verzichten und auf ihr Zerbrechen zu warten.

### Kapitel 23 bis 28

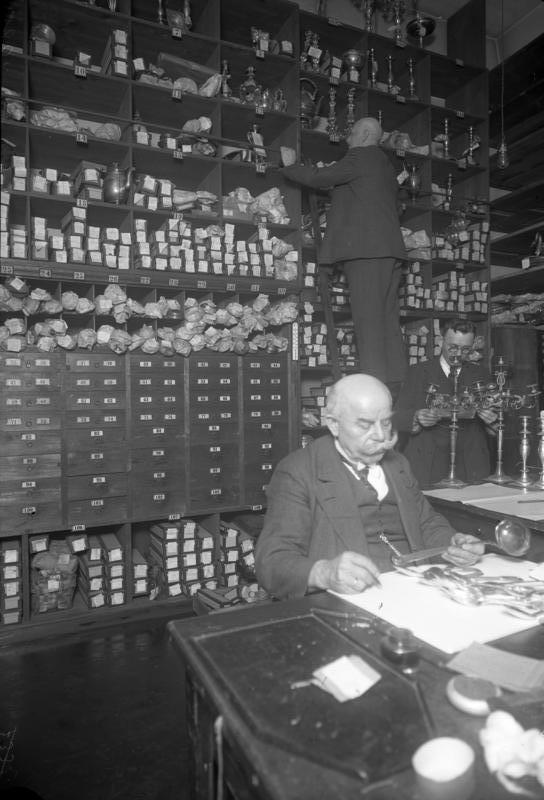
Leihhaus in Berlin (1931)

Martin hat ein Zimmer in North Oakland gemietet, wo er seine schriftstellerischen Arbeiten beharrlich fortsetzt. Weiterhin ist er eifrig bemüht, seine Manuskripte zu versenden. Der fehlende finanzielle Erfolg seiner Bemühungen bringt ihn immer tiefer in eine existenzielle Notlage. Sogar seinen persönlichen Besitz wie Mantel, Uhr, Fahrrad und Anzug bringt er zum Pfandleiher. Als Ruth davon hört, hält sie diesen Weg der Geldbeschaffung für ein hoffnungsvolles Zeichen seiner möglichen Umkehr, seines Ausstiegs aus der Schriftstellerei.
In der schier verzweifelten Lage besteht Martin die Prüfung für eine Anstellung bei der Post (Railway Mail) als bester Bewerber. In diesen Moment hinein kommt ein Brief vom Magazin Transcontinental Monthly mit der Annahme der Horrorgeschichte Das Läuten der Glocken –, allerdings für ein solch niedriges Honorar, dass Martin verärgert auf die an sich positive Nachricht reagiert. Wie ein Trost wirkt da die Annahme der Horrorgeschichte Der Strudel durch das Magazin White Mouse für ein relativ gutes Honorar.
Wegen der fehlenden Besuche entscheidet Ruth spontan, ihren Martin zu besuchen. Sie kommt in der Kutsche der Familie vorgefahren. Zum ersten Mal in ihrem Leben sieht sie die ihr bisher unbekannten Verhältnisse der Armut. Den kurzen Besuch beendet Ruth mit dem Ruf: Ich liebe, liebe, liebe dich!
Das Ehepaar setzt die Strategie fort, das Verlöbnis ihrer Tochter durch das Veranstalten von Zusammenkünften mit jungen Menschen aufzuweichen. Doch Martin meistert das Kennenlernen der Gäste und die Gespräche mit ihnen erstaunlich gewandt –, und Ruth hätte sich von ihrem Verlobten kein besseres Benehmen wünschen können. Mit dem Professor Caldwell führt er ein langes Gespräch, in dem es auch um die Evolutionstheorie geht. In diesem Zusammenhang erwähnt Caldwell seinen ehemaligen Kollegen an der Universität Berkeley, den Geologen Joseph LeConte.
Der Abend bei der Familie Morse hinterlässt bei Martin ein widerstreitendes Gefühl: Er ist einerseits enttäuscht von seinem Ziel des Aufstiegs, andererseits ermutigt ihn dieser leichte Aufstieg. Als beschwerlich erweist sich aber weiterhin der komplizierte Weg, mit dem Schreiben ausreichend Geld zu verdienen. Die gezahlten Honorare sind entweder gering oder die Zahlungen bleiben aus. Die Besuche beim Pfandleiher werden wieder häufiger.

### Kapitel 29 bis 33
Das Ehepaar Morse setzt seinen Geselligkeitsfeldzug rigoros fort – Martin erscheint nur noch selten. Anlässlich eines Dinners, an dem er teilnimmt, sagt er zum Vater von Ruth: Sie hassen und fürchten die Sozialisten. Aber warum? Sie kennen doch gar keine, und ihre Lehren auch nicht? In dem kontroversen Gespräch gibt sich Mr. Morse als Republikaner zu erkennen.
Seit sich Martin und Ruth ihre Liebe erklärten, ist ein Jahr vergangen. An einem Herbsttag sitzen sie wieder an ihrem bevorzugten Aussichtspunkt, wo Martin den Liebes-Zyklus liest. Statt eines ausführlichen Kommentars beklagt sich Ruth darüber, dass die Hochzeit keineswegs näher gerückt sei, und ihr Verlobter möge sich endlich einen Job suchen, der ein wirkliches Einkommen bringen könnte. In seiner Argumentation zum schöpferischen Prozess bezieht sich Martin auf die Philosophie von Otto Weininger. Doch Ruth bleibt pragmatisch und sagt, Martin könne gegen eine gute Bezahlung in der Kanzlei ihres Vaters anfangen. Schließlich will er von seiner Verlobten wissen, ob sie an seine Schriftstellerei glaube. Sie antwortet: Ich glaube nicht, dass du zum Schreiben geschaffen bist. Und sie denkt an das Unmögliche, das er zu erreichen versucht.
Auf dem Heimweg von einem Dinner begegnet Martin zufällig dem extravaganten Russ Brissenden, den er dort schon als Gast gesehen hat. Den Rest des Abends verbringen beide spontan in dem Lokal Grotto, wo sie einen regen Gedankenaustausch führen. Martin ist begeistert von der lebhaften Intelligenz und dem sprudelnden Wissen seines Dialogpartners, der auf einem katholischen College studierte.
Bereits am folgenden Tag besucht Brissenden seinen neuen Freund, wo er sogleich dessen Manuskript Sternenstunde liest. Beim Abschied nimmt er die Gedichte Liebes-Lyrik und die Die Fee und die Perle mit. Am nächsten Tag kommentiert der Dichter Brissenden die Gedichte von Martin sehr positiv, geradezu euphorisch. Danach sehen sich die Freunde fast täglich.

### Kapitel 34 bis 37
Im November – einen Tag vor dem Thanksgiving Day – besucht Ruth ihren Verlobten ein zweites Mal, um seine Anwesenheit beim Dinner zu erfragen. Weil er seinen Anzug beim Pfandleiher hat, kann er nicht als Gast erscheinen. Außerdem ist Martin gerade damit beschäftigt, eine Hawaii-Geschichte mit dem Titel Wiki-Wiki zu schreiben, an der Ruth keinen Gefallen finden kann.
Plötzlich taucht auch wieder Brissenden bei Martin auf. Er bringt Whisky und sein neuestes Gedicht Ephemera mit. Das Gedicht umfasst fast siebenhundert Zeilen, und nach dem Lesen sagt Martin: So etwas hat es in der Literatur noch nicht gegeben. Es ist wunderbar! Die Freunde diskutieren die Chancen einer Veröffentlichung, zu der Brissenden nur sagt: In der ganzen Christenheit gibt es keine Zeitschrift, die es wagen würde, so etwas zu drucken. Dann gibt er Martin dessen Manuskript Schande der Sonne mit den besten Kommentaren zurück.
An einem Januarabend macht Brissenden seinen Freund Martin in einem Haus in San Francisco mit einer Gruppe von Sozialisten bekannt. Zu dieser Gruppe gehören zum Beispiel diese Personen:
- Norton, philosophischer Anarchist,
- Hamilton, Anhänger des materialistischen Monismus,
- Kreis, ehemaliger Universitätsprofessor und Anhänger der Philosophie von Ernst Haeckel,
- Stevens, Theosoph,
- Parry, Statistiker und Sportexperte.

Das Gespräch in der Gruppe beginnt eher planlos, doch bald bemerkt Martin ein sehr breites Spektrum der Themen: Sie gehen aus vom neuen Shaw-Buch der konservativen englischen Schriftstellerin Mrs. Humphry Ward über Henry James und den amerikanischen Theaterwissenschaftler Brander Matthews (1852–1929) hin zu den Wahlen in Deutschland und einer Rede von August Bebel. Für Martin ist die intensive, auch kontrovers geführte Gesprächsrunde, die im Arbeiterghetto südlich der Market Street stattfindet, wie eine Offenbarung.
Nachdem Martin das Manuskript Schande der Sonne an die Zeitschrift Acropolis geschickt hat, beginnt er eine Semmannsgeschichte mit dem Titel Überfällig. Als Gast der Familie Morse verursacht er beim Abendessen einen Eklat, indem er in einer Diskussion über den Philosophen Herbert Spencer wutentbrannt den Richter Blount beschimpft. Ruths Vater denkt, dass sich in dem heftigen Streitgespräch die Ruppigkeit dieses unangenehmen Burschen gezeigt habe. Beim Abschied sagt Martin zu Ruth: Ich werde deine Familie nicht mehr behelligen, meine Liebe. Sie mögen mich nicht, und es ist Unrecht, wenn ich ihnen meine störende Gegenwart aufdränge.

### Kapitel 38 bis 46
An einem Sonntagabend gehen Brissenden und Martin in Oakland in eine öffentliche Veranstaltung der Socialist Party of America. Dort ergreift Martin das Wort und argumentiert vehement gegen die Sklavengesellschaft. Ein zufällig anwesender junger Reporter macht aus der Attacke einen Artikel über Martin als einen radikalen Anführer der Sozialisten in Oakland.
Der Artikel – Martin nennt ihn eine Lügengeschichte – erscheint am Montagmorgen. Und der Reporter besitzt danach die Dreistigkeit, Martin für ein Interview aufzusuchen. Wegen dessen extrem ablehnender Haltung veröffentlicht der Reporter am nächsten Tag einen Artikel, in dem er Martin als Anarchisten, Agitator und Nichtsnutz darstellt. Beide Artikel haben sofort eine fatale Wirkung: Ruth löst in schriftlicher Form die Verlobung auf! Einige Wochen später treffen sich Martin und Ruth auf der Straße. Das kurze Gespräch beendet Ruth mit den Worten: Du hast mich sehr unglücklich gemacht und ich will dich nie wiedersehen.
Während Martin völlig zurückgezogen an dem Text zu Überfällig arbeitet, erhält er mit der Post die Nachricht von der Zeitschrift Parthenon, die Redaktion werde Brissendens Gedicht Ephemera gegen ein hohes Honorar abdrucken. Als Martin seinem Freund die gute Nachricht überbringen will, erfährt er erst jetzt, dass Brissenden sich vor einigen Tagen das Leben genommen hat.
Nachdem die Arbeit zu Überfällig abgeschlossen ist und ein paar Honorare für Veröffentlichungen eingetroffen sind, verschickt Martin in einer einmaligen Aktion etliche Manuskripte an diverse Redaktionen. Dann macht Martin eine lange Erholungspause.
Martin ist völlig überrascht von der Tatsache, dass nach dem Ende der Sommerferien plötzlich seine Texte für gute Honorare gekauft werden: Seine hawaiianische Kurzgeschichte Wiki-Wiki nimmt Warren’s Monthly, die Northern Review will den Essay Wiege der Schönheit veröffentlichen und das Gedicht Die Handleserin soll in Mackintosh’s Magazin erscheinen. Dem Autor fehlt es allerdings an einer Erklärung für diesen Wandel nach seiner entbehrungsreichen Wartezeit von zwei Jahren.
Auch sein erstes Buch erscheint: Der Verlag Singletree, Darnley & Co. hat – in einer vorsichtigen Kalkulation – mit einer Auflage von fünfzehnhundert Exemplaren den Titel Schande der Sonne drucken lassen. Mit diesem Buch beginnt endlich der Erfolg von Martin Eden, denn in kurzer Zeit kann der Verlag vierzigtausend Exemplare verkaufen und einen Auftrag über weitere zwanzigtausend Exemplare erteilen. Der Verlag schreibt an seinen Autor: Es ist ein wunderbares Ereignis. Ein kritischer philosophischer Essay, der sich wie ein Roman verkauft. Sie hätten kein besseres Thema wählen können … Und der Verlag übersendet einen Vertrag, der mit einer freien Titelwahl und mit einem hohen Vorschuss verbunden ist. Martin Eden setzt den Titel Der Rauch der Freude ein und unterschreibt seinen ersten Vertrag mit einem Verlag.
Seine Popularität wird noch verstärkt durch das Erscheinen des Buches Überfällig bei der Meredith-Lowell Company. Die Seegeschichte steht innerhalb kurzer Zeit ebenfalls an der Spitze der Bestsellerliste. Nun erlebt Martin Eden zugleich den Ruhm eines erfolgreichen Schriftstellers sowie ein freies Verfügen über hohe Honorareinnahmen. Der Autor kann jetzt die Bedingungen setzen, beispielsweise für den Abdruck von insgesamt neun Essays in zwei Magazinen. Doch er weigert sich beharrlich, neue Texte zu schreiben.
Denn grundsätzlich verschickt Martin nur jene Manuskripte, die längst geschrieben waren. Für diesen Fundus entwickelt er den Begriff Geleistete Arbeit. In der vergangenen Zeit hatte der Autor konzentriert gearbeitet, schlafraubend und bis zur Erschöpfung. Von dieser Arbeit profitiert er jetzt, hinsichtlich des Ruhmes und des Geldes.
Martin Eden wird zu gesellschaftlichen Treffen sozial prominenter Bürger als Ehrengast eingeladen, kann jedoch die Erkenntnis nicht überwinden, dass es ein und dieselben Menschen sind, die ihm vor seinem öffentlich anerkannten Erfolg als Schriftsteller aufgrund seiner unbedeutenden Herkunft und gesellschaftlichen Position ausgewichen sind. Im Rückblick auf seine Zeit als aktiver Schriftsteller, der unter wirklich erbärmlichen Lebensbedingungen gearbeitet hat, ist Martin Eden erstaunt über die gegenwärtige gesellschaftliche Anerkennung: Er empfindet sich als eine identische Person.
Diese Empfindung spürt Martin auch bei Ruths abendlichem Besuch in seinem Hotel. Als Ruth sagt, ihre Mutter werde keine Einwände gegen eine Heirat erheben, antwortet Martin: Ich habe mich nicht verändert. Ich habe immer noch keinen Job, und ich werde auch künftig keinen Job suchen. Und ich glaube immer noch, dass Herbert Spencer ein großer und edler Mensch und Richter Blount ein absoluter Esel ist. Martins Liebe zu Ruth ist erloschen –, und gegen Ende des Gesprächs sagt er: Es ist zu spät. Ich bin ein kranker Mann – nein, nicht mein Körper. Es ist meine Seele, mein Hirn. Ich scheine alle Werte verloren zu haben. Mir ist alles egal.

## Autobiografischer Roman
Nach dem Erscheinen von Martin Eden begann eine Diskussion der Frage, ob Jack London mit diesem Werk einen eher autobiografischen Roman geschrieben habe. Tatsächlich lassen sich einige Ähnlichkeiten zwischen dem Roman und der Biografie von Jack London festhalten:
- London kehrte im Dezember 1894 nach seinen Jahren als Fabrikarbeiter, Austernräuber, Seemann und Landstreicher in die Stadt Oakland zurück, wo er im Haus seiner Mutter wohnte. Oakland ist ebenfalls der Lebensmittelpunkt von Martin Eden.[52]

- Eden und London – beide hatten sie als Seemann gearbeitet – waren passionierte Autodidakten, die sich besonders an der Philosophie von Herbert Spencer orientierten, der in seinem Werk die Evolutionstheorie auf die gesellschaftliche Entwicklung angewandt hat. Protagonist und Autor entschieden sich nach der Seefahrt konsequent für die Schriftstellerei, um damit Geld zu verdienen und gesellschaftliche Anerkennung zu finden.[53]

- Die Protagonistin Ruth Morse hat der Autor nach der einundzwanzigjährigen Studentin Mabel Applegarth (1874–1915) gestaltet. Die ältere Schwester von Ted Applegarth lernte der neunzehnjährige Schüler Jack London im Jahr 1895 kennen, und er verliebte sich sogleich in das blonde junge Mädchen.[52] Von der Familie Applegarth übernahm der Autor typische Eigenschaften, mit denen er die Familie Morse beschrieb: Sie war intellektuell und kultiviert, es gab Gemälde und Bücher in ihrer Wohnung.[54]

- Als Vorbild für die extravagante Figur Russ Brissenden diente dem Autor der Lyriker George Sterling (1869–1926), den Jack London im selben Jahr kennengelernt hatte und mit dem er bis zu seinem Tod am 22. November 1916 eng befreundet gewesen war.[55]

- Martin Eden wird in seinen Auseinandersetzungen mit Sozialisten dargestellt, was mit Londons Biografie übereinstimmt: Er war im Jahr 1901 der Socialist Party of America beigetreten, die er 1916 wieder verlässt.[56] Die Sozialisten verstanden den Roman sogar als eine Absage an ihre Politik. Gegen diese Kritik verteidigte sich London mit der Behauptung, Edens Scheitern entstünde vielmehr aus dessen Ablehnung sozialistischer Ideen und seiner Priorität eines grenzenlosen Individualismus.[57]

Thomas Ayck kommt in seiner Monografie zu dem Ergebnis, der Titelheld Martin Eden sei von Jack London stark autobiografisch gezeichnet. Edens Kampf um den Zutritt zur Welt der Literatur und seine Hingabe an den Beruf des Schriftstellers wertet Ayck als die besten Passagen des Buches.

## Rezeption
1914 – wenige Jahre nach dem Erscheinen des Buches – entstand unter der Regie von Hobart Bosworth eine Verfilmung, an der Jack London mitgearbeitet hat und in der er auch zu sehen ist. 1942 folgte The Adventures of Martin Eden mit Glenn Ford in der Rolle des Martin Eden.
1979 wurde der vierteilige Fernsehfilm Martin Eden gesendet. In einer Koproduktion von RAI und ZDF wird Martin Eden von Christopher Connelly dargestellt.
2016 erschien der Roman als Graphic Novel in einer Bearbeitung von Aude Samama und Denis Lapière.
2019 hatte der Film Martin Eden mit Luca Marinelli in der Titelrolle bei den Filmfestspielen von Venedig seine Weltpremiere.

## Ausgaben
- Erstausgabe: Martin Eden. Macmillan, New York 1909.
- Online Kopie: Martin Eden. Project Gutenberg 1997, abgerufen am 29. Dezember 2021.
- Deutsche Ausgabe: Martin Eden. Aus dem amerikanischen Englisch übersetzt von Erwin Magnus. Universitas Deutsche Verlags-Aktiengesellschaft, Berlin 1926.
- Mitgliederausgabe einer Buchgemeinschaft: Martin Eden. Büchergilde Gutenberg, Berlin 1928.
  - Martin Eden. Büchergilde Gutenberg, Frankfurt am Main 1976, ISBN 3-7632-2011-9.
- Deutsche Neuübersetzung: Martin Eden. Neu übersetzt, mit einem Nachwort, Anmerkungen und einer Zeittafel von Lutz-W. Wolff. dtv, München 2016, 2. Auflage 2021, ISBN 978-3-423-28081-5.[60]